# مستشفى الأحرار
مستشفى الأحرار التعليمي هي مستشفى تقع في الجنوب الشرقي لمدينة الزقازيق، على مساحة 15 فدانا وتم وضع حجر الأساس لها عام 1974 في عهد الرئيس الراحل أنور السادات لتقديم الخدمات الطبية المتميزة لمحافظات الشرقية والإسماعيلية وبورسعيد والسويس وسيناء بما يفوق تعداد نسمة يقدر بـ"12" مليون نسمة.

## التاريخ
يعود تاريخ إنشاء المستشفى إلى عام 1980. وقد تم تشغيلها بشكل تجريبي في الأول من أغسطس عام 2006، ثم جرى تحويلها إلى مركز طبي متخصص في 26 سبتمبر من العام نفسه. أما التشغيل الفعلي فقد بدأ في 10 يناير 2007. وفي عام 2009، أصبحت المستشفى تحت إشراف مديرية الصحة، ثم أُلحِقت بالمستشفيات والمعاهد التعليمية في 16 ديسمبر 2015.

## الوصف
يتكوّن المستشفى من ثلاثة مبانٍ، تحيط بها مساحة خضراء وساحة لانتظار السيارات، وهي: المبنى الرئيسي، ومبنى العيادات الخارجية الشاملة، والمبنى الإداري. ويتألف كل مبنى من دور أرضي و6 أدوار علوية، تضم مجتمعة 16 غرفة عمليات، ووحدة عناية مركزة بسعة 68 سريرًا، بالإضافة إلى وحدة الكلى الصناعية المجهزة بـ 15 ماكينة غسيل كلوي وصيدلية خاصة بالكلى. كما يحتوي المستشفى على وحدة حضانات تضم 9 حضّانات، إلى جانب 12 حضّانة إضافية جارٍ تجهيزها، فضلاً عن أقسام الاستقبال والطوارئ، ووحدة الحروق، والمعامل الطبية، والأشعة، والصيدلية الرئيسية، والعلاج الطبيعي، والتعقيم المركزي، والمغسلة، والمطبخ، والمشرحة، ووحدة الأشعة العلاجية، ووحدة علاج الفيروسات الكبدية، والميزانيين، وعدد من الأقسام الأخرى. وقد بلغ عدد الأسرّة المشغّلة فعليًا في عام 2016 نحو 421 سريرًا، في حين تبلغ السعة الإجمالية للمستشفى 608 أسرّة.